# Rathcoole
Rathcoole (forma anglicizzata) o Ráth Cúil (in irlandese) è una cittadina nella contea di South Dublin, in Irlanda.